# Næstved Stadion
Næstved Stadion – wielofunkcyjny stadion, położony w mieście Næstved, Dania. Oddany został do użytku w 1932 roku. Od tego czasu swoje mecze na tym obiekcie rozgrywa zespół piłkarski Næstved BK. Jego pojemność wynosi 10 000 miejsc.